# 율리아 비에니아바
율리아 비에니아바(폴란드어: Julia Wieniawa, 1999년 11월 16일 ~ )는 폴란드의 배우, 가수, 사회자이다.